# Ekspedycja 4
Ekspedycja 4 była misją czwartej stałej załogi Międzynarodowej Stacji Kosmicznej.

## Załoga
- Jurij Onufrijenko (2), Dowódca misji i dowódca Sojuza (Rosja)
- Daniel W. Bursch (5), Inżynier lotu 1 (Stany Zjednoczone)
- Carl E. Walz (4), Inżynier lotu 2 (Stany Zjednoczone)

(liczba w nawiasie oznacza liczbę lotów odbytych przez każdego z astronautów)
Załoga rezerwowa
- Giennadij Padałka (2), Dowódca misji i dowódca Sojuza  (Rosja)
- Stephen Robinson (3), Inżynier lotu 1 (Stany Zjednoczone)
- Edward Fincke (1), Inżynier lotu 2 (Stany Zjednoczone)

## Parametry misji
- Perygeum: 384 km
- Apogeum: 396 km
- Inklinacja: 51,6°
- Okres orbitalny: 92 min

## Dokowanie do ISS
- Połączenie z ISS: STS-108; 7 grudnia 2001, 20:03:29 UTC
- Odłączenie od ISS: STS-111; 15 czerwca 2002, 14:32 UTC
- Łączny czas dokowania: 189 dni, 18 h, 28 min, 31 s